# Bornem
Bornem (fr. Bornhem) – miejscowość i gmina (gemeente) w Belgii, w Regionie Flamandzkim, w prowincji Antwerpia, w okręgu Mechelen. 

## Demografia
- Źródła: NIS, od 1806 do 1981= według spisu; od 1990 liczba ludności w dniu 1 stycznia

1 stycznia 2024 całkowita populacja Bornem liczyła 22 076 osób. Łączna powierzchnia gminy wynosi 46,19 km², co daje gęstość zaludnienia 478 mieszkańców na km².

## Podział administracyjny
W skład gminy wchodzą trzy dzielnice (deelgemeente):
- Hingene
- Mariekerke
- Weert

## Współpraca
Miejscowości partnerskie:
- Bornheim, Niemcy
- Gordes, Francja
- Nquthu, Południowa Afryka